# Artur Brausewetter
Artur Brausewetter, född 27 mars 1864 och död 26 december 1946, var en tysk författare.
Brausewetter var från 1893 ärkediakon vid Sankta Mariakyrkan i Danzig, och skrev (till en början under pseudonymen Artur Sewett) romaner och andra berättelser. Bland dessa märks Wer die Heimat liebt wie Du (1916) samt Die grosse Liebe (1918).